# Römisches Grabmal bei Kirchentellinsfurt

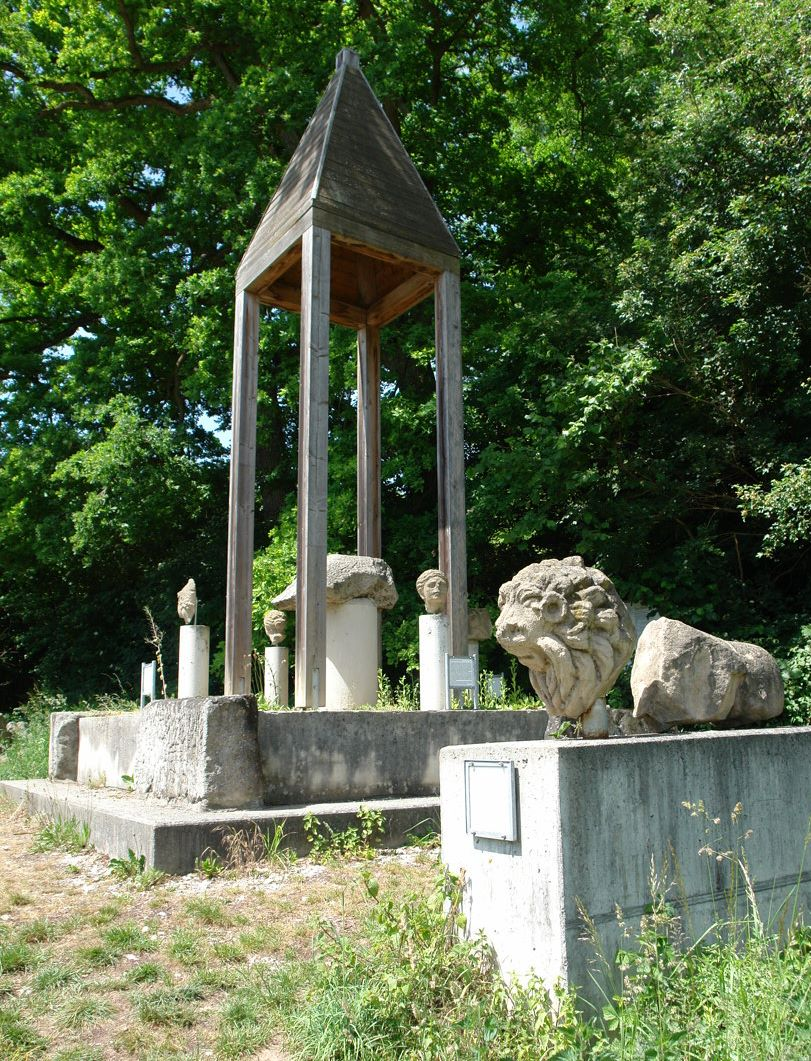
Römisches Grabmal bei Kirchentellinsfurt

Das Römische Grabmal bei Kirchentellinsfurt wurde in der Römerzeit zur Erinnerung an einen wohlhabenden Römer in der Nähe des heutigen Aufstellungsortes an der Abzweigung von der Bundesstraße 27 zum Schloss Einsiedel errichtet.

## Geschichte
Das Grabmal am Neckar stand wie das zahlreicher vermögender Römer bereits zu seiner Errichtung Anfang des 3. Jahrhunderts n. Chr. an der Römerstraße Neckar–Alb–Aare, einer wichtigen Verbindungsstraße von Rottenburg am Neckar durchs Neckartal nach Köngen. Mit über zehn Metern war es größer als der heutige etwa halb so hohe moderne Holzturm. Von dem einst etwa vier Meter im Quadrat messenden Monument sind keine Inschriften erhalten.

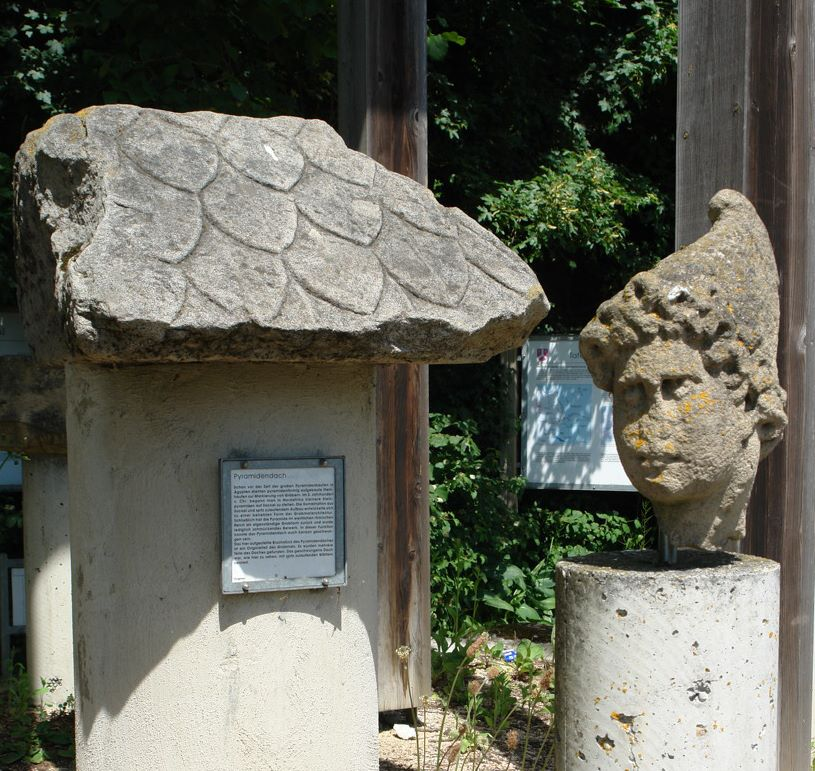
Schindeldach des römischen Grabmals bei Kirchentellinsfurt

## Archäologische Fundstücke
Ab 1859 wurden Teile eines in den nördlichen Provinzen und besonders rechts des Rheins außerordentlich seltenen Pfeilergrabmals gefunden, sowie 1937 weitere Mauerwerksteile, Skulpturen, Köpfe männlicher Statuen und Reliefbruchstücke.
Kurz vor dem Bau der neuen Neckartalstraße („Neue“ B 27) legte der Lateinlehrer Eberhard Krauss auf einem Wandertag mit einer Schulklasse des Tübinger Uhland-Gymnasiums das von hohem Gestrüpp eingewachsene Schindeldach des Grabmals frei, damit es nicht bei den Bauarbeiten beschädigt würde. Historisch engagierte Bürger aus Kirchentellinsfurt errichteten kurz danach die moderne Museumsplattform zur Information über dieses Grabmal. Die Kirchentellinsfurter brachten unter anderem Abgüsse von drei steinernen Menschenköpfen an. Vermutlich gehörte das Kirchentellinsfurter Kunstwerk zum Typ der „Pfeilergrabmäler“, von denen in Deutschland nur vier Exemplare bekannt sind.
Abgüsse eines Löwen, einer Sphinx und eines Attiskopfes mit phrygischer Mütze, sowie Originalteile des aus Stein gehauenen Schindeldachs sind heute an der B 27, etwa 800 m westlich des eigentlichen Fundorts aufgestellt und werden durch Tafeln erläutert.